# Août rouge

Le 18 août 1966, Mao Zedong a rencontré les gardes rouges sur Tian'anmen pour la première fois, déclenchant un massacre à Pékin.

L'Août rouge (chinois simplifié : 红八月 ; chinois traditionnel : 紅八月 ; pinyin: Hóng Bāyuè), signifiant à l'origine le mois d’août de l’année 1966 lors de la révolution culturelle chinoise, est également utilisé pour indiquer une série de massacres à Pékin.

## Historique

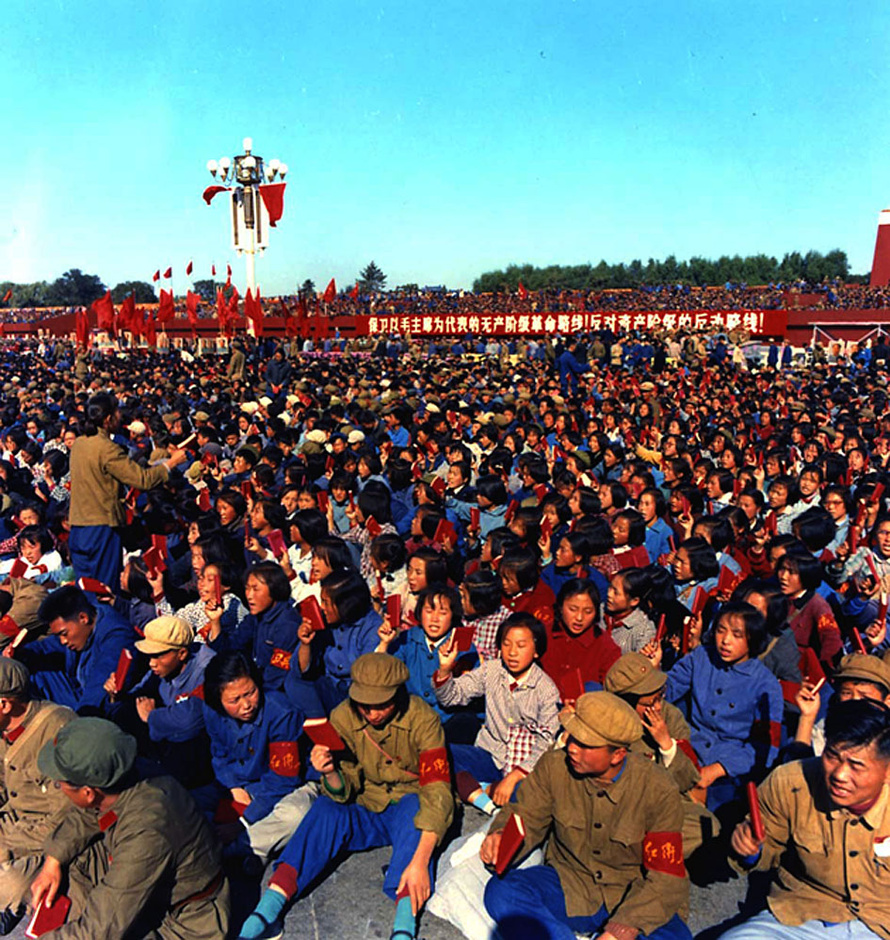
Gardes rouges sur la place Tian'anmen à Pékin (septembre 1966).

Le 18 août 1966, Mao Zedong a rencontré Song Binbin, une jeune garde rouge (deux semaines auparavant, Bian Zhongyun, la responsable de son école avait été battue à mort), sur la place Tian'anmen à Pékin, ce qui a grandement encouragé les gardes rouges qui ont ensuite commencé leur massacre dans la ville,,. Dans le même temps, les gardes rouges ont commencé à détruire les « Quatre Vieilleries »,,. 

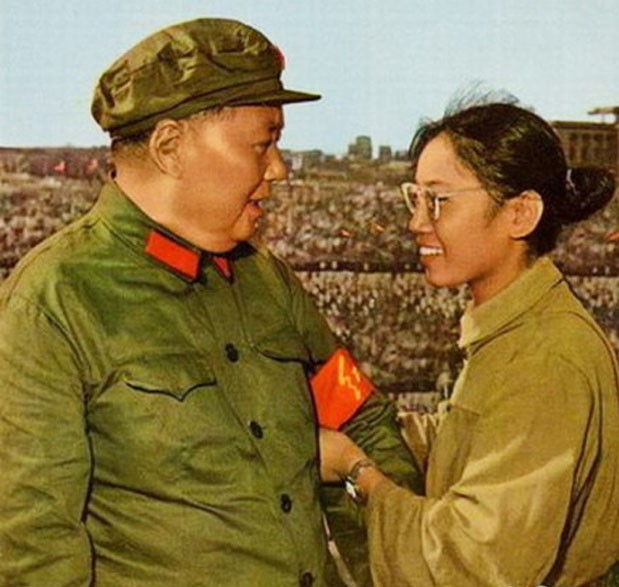
Mao Zedong a rencontré le chef de la Garde rouge Song Binbin à Tiananmen le 18 août 1966.

Les massacres d’Août rouge ont eu lieu principalement pendant la période d’août 1966 au début de la Révolution culturelle,,,,. Les méthodes utilisées pendant l'Août rouge étaient de battre, fouetter, étouffer, piétiner, bouillir, décapiter, etc. ; en particulier, la méthode utilisée pour tuer la plupart des nourrissons et des enfants était de les frapper contre le sol ou de les couper en deux,,,. De nombreuses personnes, dont le célèbre écrivain Lao She, se sont suicidées après avoir été persécutées,. 
Pendant les massacres, Mao Zedong s'est publiquement opposé à toute intervention du gouvernement dans le mouvement étudiant, et Xie Fuzhi, le ministre du ministère de la Sécurité publique, a également ordonné de protéger les gardes rouges et de ne pas les arrêter,,,,. 
Cependant, les choses étaient devenues incontrôlables à la fin du mois d'août 1966, obligeant le Comité central du Parti communiste chinois (PCC) et le gouvernement chinois à prendre de multiples interventions, ce qui a progressivement mis fin au massacre,.

## Bilan

Mao Zedong voyant les gardes rouges sur la place Tian'anmen (octobre 1966).

Selon les statistiques officielles de 1980, d'août à septembre en 1966, un total de 1 772 personnes — y compris des enseignants et des directeurs de nombreuses écoles — ont été tuées à Pékin par les gardes rouges ; en outre, 33 695 maisons ont été saccagées et 85 196 familles ont été contraintes de quitter la ville,,,. Les chercheurs ont également souligné que, selon les statistiques officielles de 1985, le nombre réel de morts pendant l'Août rouge était supérieur à 10 000,,.
Le meurtre par les gardes rouges a également eu un impact sur plusieurs districts ruraux de Pékin, provoquant le « massacre de Daxing (en) », par exemple, au cours duquel 325 personnes ont été tuées du 27 août au 1er septembre dans le district de Daxing à Pékin,,. Le plus vieux tué lors du massacre de Daxing avait 80 ans, tandis que le plus jeune n'avait que 38 jours ; 22 familles ont été anéanties,,.

## Conséquences

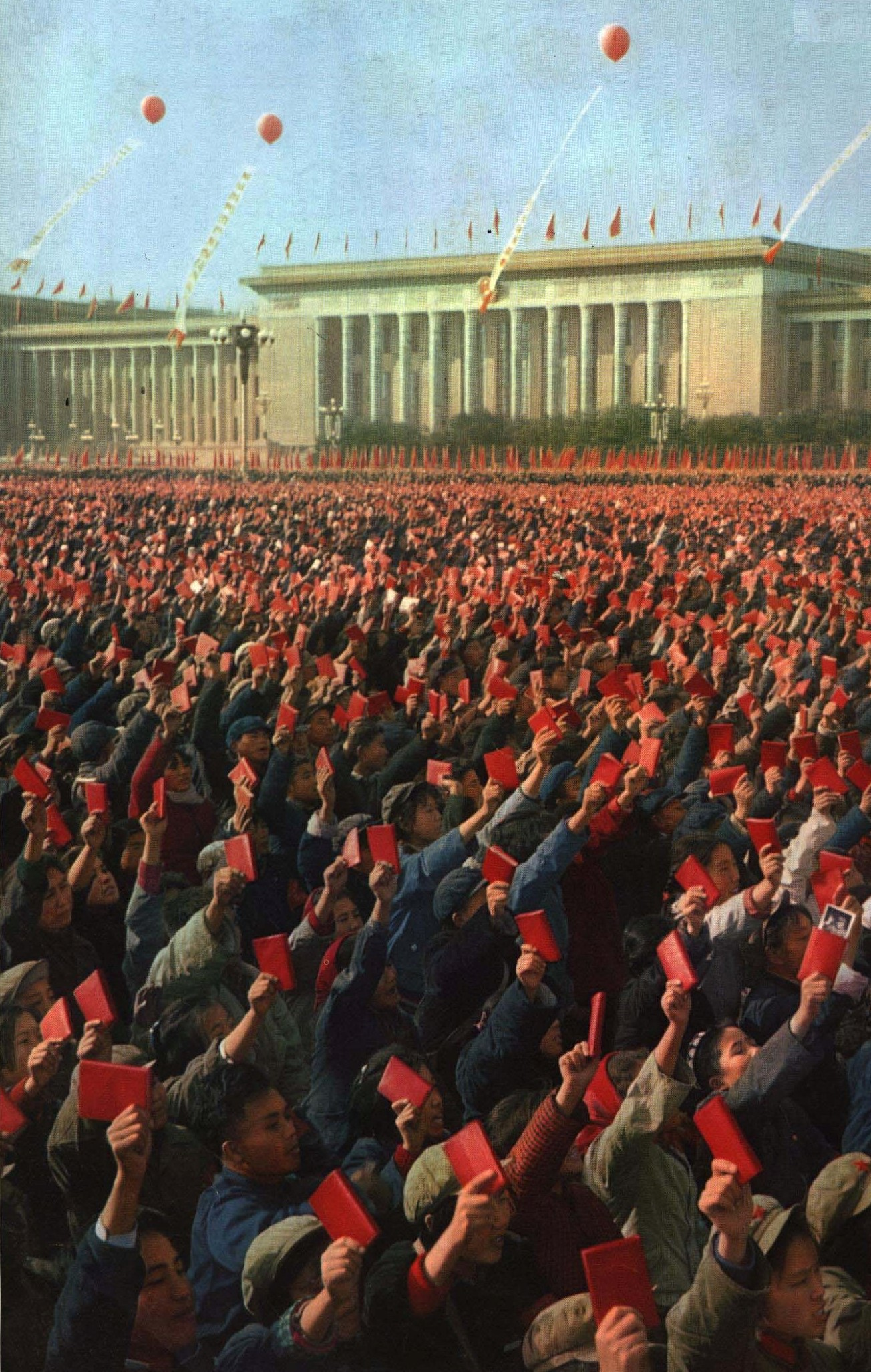
Gardes rouges sur la place Tian'anmen (1967).

L'Août rouge de Pékin est considéré comme l'origine de la terreur rouge de la révolution culturelle chinoise, influençant le mouvement des gardes rouges dans plusieurs villes dont Shanghai, Guangzhou, Nanjing et Xiamen, où les dirigeants politiques locaux, les intellectuels, les enseignants et les personnes de cinq catégories noires » ont été persécutées et tuées par les gardes rouges,,,,,. 
Il y a eu une comparaison entre le 18 août 1966, qui était le point clé de l'Août rouge, et la Kristallnacht, qui a été le prélude de la Shoah de l'Allemagne nazie,,,,,. L'Août rouge ainsi que les massacres suivants à travers la Chine pendant la Révolution culturelle ont également été comparés au massacre de Nankin commis par l'armée japonaise pendant la deuxième guerre sino-japonaise,,,,.